# کالدساک (آیداهو)
کالدساک(به انگلیسی: Culdesac) شهری در شهرستان نزپرس ایالت آیداهو است که جمعیت آن در سرشماری سال ۲۰۱۰ میلادی ۳۸۰ نفر بوده است.

## موقعیت جغرافیایی
موقعیت جغرافیایی شهرها و مناطق اطراف به شرح زیر است: